# Niu Yikui
Dans ce nom chinois, le nom de famille, Niu, précède le nom personnel.
Niu Yikui, né le 2 août 1994,, est un coureur cycliste chinois. 

## Biographie
En 2014, Niu Yikui se classe deuxième de son championnat national. En 2018, il termine cinquième du Tour de Chine I, sous les couleurs de l'équipe Mitchelton-BikeExchange. Il représente également son pays aux championnats d'Asie de Naypyidaw, où il prend la quinzième place de la course en ligne. 
Lors de la saison 2022, il se distingue en remportant deux étapes du Tour du lac Qinghai, grâce à ses qualités de sprinteur. Il devient par ailleurs champion de Chine sur route. L'année suivante, il se classe troisième du contre-la-montre par équipes aux championnats d'Asie. 

## Palmarès et résultats

### Par année
- 2014
  - 2e du championnat de Chine sur route
- 2018
  -  Champion de Chine sur route
- 2019
  - 2e du championnat de Chine sur route
- 2020
  -  Champion de Chine du critérium[3]
- 2022
  -  Champion de Chine sur route
  - 1re et 7e étapes du Tour du lac Qinghai
- 2023
  - Tour of Dianchi
  - 2e étape du Tour de Nujiang
  -  Médaillé de bronze du championnat d'Asie du contre-la-montre par équipes

### Classements mondiaux
| Année                                 | 2018 | 2019  | 2020 | 2021 | 2022  | 2023  |
| ------------------------------------- | ---- | ----- | ---- | ---- | ----- | ----- |
| Classement mondial                    | 975e | 1499e | nc   | nc   | 1675e | 1716e |
| UCI Asia Tour                         | 125e | 118e  | nc   | nc   | 149e  | nc    |
|                                       |      |       |      |      |       |       |
| Légende : nc = non classéSource : UCI |      |       |      |      |       |       |